# THE POINT OF LOVERS' NIGHT
「THE POINT OF LOVERS' NIGHT」（ザ・ポイント・オヴ・ラヴァーズ・ナイト）は、TM NETWORKの21枚目のシングル。

## 背景
『TMN』へのリニューアルが発表される2か月前にリリースされた、改称前の最後のシングルである。
マクセルカセットテープ「NEW UDシリーズ」のキャンペーンイメージソングとして1990年3月10日からオンエアされ、当初販売予定はなかったが問合せが殺到しシングル化された。メンバーそれぞれのソロ活動を挟み、前作「DIVE INTO YOUR BODY」から1年のブランクを経てのリリースとなった。
表題曲のインストゥルメンタルバージョンの表記はこれまでのシングルでは「Instrumental Mix」や「Single Instrumental Mix」となっていたが、本作から「～Mix」という表記はなくなった。
小室はこの時期に映画製作会社「グラデミー」を設立し本楽曲をモチーフにした映画製作（原案：小室、脚本：木根）を企画していたが、諸事情で頓挫した。

## 音楽性
歌詞は英語を使わずに「巡り合う不思議」「巡り合った2人の絆」を書いた。楽曲はサビの前半を中心に組み立て、「急ぐ様に、転がる様に、揺れる気持ち」のスピード感を演出した。
小室哲哉は「TM NETWORKとTMNの両方に対応可能な曲であり付き合い始めたカップルに共感してもらえる歌詞になっていると思います」と語っている。
宇都宮隆は「英語がないから一歩間違えるとフォークソングになってしまう可能性があった。その微妙な差を埋めるため色々考えながら歌った」と語っている。

## レコーディング
ギターはデュラン・デュランのギタリストで、小室のソロ活動でもサポートギターとして活躍したウォーレン・ククルロ。彼のハードなギターはTMNリニューアル後のハードロック路線への転換を予感させるものとなっている。ドラムは本作（シングル）ではシンクラビアによる打ち込みとなっているが、アルバム『RHYTHM RED』に収録されているバージョンでは生演奏となっている。

## リリース
1990年7月7日にEPIC/SONY RECORDSから8cmCDとして発売された。
本作より7インチレコードとカセットテープでのリリースはなくなり、8cmCDのみでのリリースとなる。

## チャート成績
TM NETWORK名義として2024年現在のところ唯一のオリコン1位獲得シングルである。

## 収録曲
| 全作曲・編曲: 小室哲哉。 |                                              |           |            |      |
| #                        | タイトル                                     | 作詞      | 作曲・編曲 | 時間 |
| 1.                       | 「THE POINT OF LOVERS' NIGHT」               | 小室哲哉  | 小室哲哉   | 6:30 |
| 2.                       | 「THE POINT OF LOVERS' NIGHT」(INSTRUMENTAL) |           | 小室哲哉   | 6:30 |
| 合計時間:                | 合計時間:                                    | 合計時間: | 13:00      |      |

## 収録アルバム
- RHYTHM RED (アルバムバージョン)
- TMN COLOSSEUM II (ライブバージョン)
- TMN CLASSIX 1 (rhythm red version)
- TETSUYA KOMURO PRESENTS TMN BLACK
- TMN final live LAST GROOVE 5.19 (ライブバージョン)
- TIME CAPSULE all the singles
- STAR BOX（TMN）
- TM NETWORK THE SINGLES 2
- TM NETWORK ORIGINAL SINGLES 1984-1999
- TM NETWORK ORIGINAL SINGLE BACK TRACKS 1984-1999 (Instrumental)
- Gift from Fanks T
- LIVE HISTORIA M 〜TM NETWORK Live Sound Collection 1984-2015〜　(ライブバージョン)
- 40th FANKS intelligence Days 〜DEVOTION〜　(ライブバージョン)